# Kalvø (Guldborgsund)
Kalvø es una pequeña isla deshabitada de Dinamarca, situada en el estrecho de Guldborgsund, entre las islas de Lolland y Falster. Su punto más alto se encuentra a 3 m s. n. m. La zona protegida de 29,4 hectáreas de Kalvø-Hasselø fue creada por Orden de Conservación en 1980 y el acceso está prohibido durante la temporada de reproducción de las aves.

## Descripción
La isla tiene una superficie de 22 hectáreas. Hoy en día, con sus extensiones de hierba y pozos de agua de varios tamaños, se utiliza para el pastoreo de ganado joven durante los meses de verano. Solía pertenecer a los granjeros de Hasselø, la tierra está dividida en 12 partes. En 1700, ya existía una ley que regulaba el pastoreo de ganado en Kalvø y una ley similar aún existe hoy en día. También hay regulaciones para asegurar que los pastizales de la isla no sean invadidos por el bosque- Todo Kalvø es una zona protegida. El acceso está prohibido del 15 de marzo al 15 de julio cuando las aves se están reproduciendo. Las normas de protección especifican que Kalvø debe mantener sus pastizales para el pastoreo de ganado y que no debe haber edificios o tiendas de ningún tipo, en la zona protegida. No se pueden utilizar productos químicos para combatir las malas hierbas o las plagas.

## El pastoreo de verano
Una de las ventajas de tener ganado en la isla durante los meses de verano es que no hay necesidad de cercas. Además, suele haber más que suficiente hierba para el relativamente poco ganado que pasta allí. Por otra parte, no es fácil transportarlo a la isla o llevar a cabo los controles regulares que se requieren. Si el verano es excepcionalmente seco, puede que no haya suficiente hierba. También existe el riesgo de que los animales contraigan mastitis que pueden ser transmitidas por insectos atraídos por la zona acuática. En cuanto al transporte a la isla, el ganado se lleva en una pequeña barcaza, tres o cuatro animales a la vez.